# Vedo nudo
Vedo nudo è un film a episodi del 1969 diretto da Dino Risi.

## Trama
Il film, come era frequentemente in uso per molte commedie all'italiana di quel periodo, è strutturato in episodi, che vedono tutti protagonista Nino Manfredi.

### La diva

Manfredi e Koscina in una scena

L'attrice Sylva Koscina raccoglie per strada un uomo rimasto ferito in un incidente e lo trasporta in automobile all'ospedale più vicino. Dopo aver scaricato il ferito, viene riconosciuta dal personale medico e dai pazienti monopolizzando l'attenzione, mentre nessuno si prende cura del ferito. Tutti le si fanno attorno per vederla, chiedendole autografi e scattando fotografie. Il primario, professor Cacopardo, le racconta addirittura la storia del romanzo autobiografico che ha scritto.
L'attrice si presta al gioco e, quando finalmente riparte dall'ospedale, fra cerimonie di commiato infinite, per il ferito è troppo tardi.

### Udienza a porte chiuse

Manfredi in una scena

Davanti a un giudice si svolge la causa promossa da un'anziana donna contro un contadino che ha abusato della sua gallina. Il convenuto, interrogato, spiega come la prolungata astinenza e le presunte avance della gallina abbiano determinato in lui l'impulso erotico. Riconosciuta la provocazione, il giudice condanna ugualmente il contadino al risarcimento del danno con 5.000 lire ma l'uomo a questo punto pretende in cambio il volatile.
Tornando a casa con la gallina in una cesta, si accorge però che l'animale ha ripreso a provocarlo.

### Ornella

Manfredi in una scena

Un impiegato delle poste, Ercole, rifiuta la corte di un'avvenente collega e nasconde un segreto: è infatti misteriosamente impegnato tutte le domeniche. In realtà, nell'intimità, si veste da donna e intrattiene una corrispondenza con il ragioniere torinese Carlo Alberto Ribaudo, firmandosi "Ornella".
All'improvviso, l'uomo decide di conoscere Ornella, di cui nel frattempo si è innamorato, e annuncia il suo arrivo a Roma. Ercole decide di riceverlo nei propri panni, come fratello di Ornella, adducendo la scusa che la sorella è dovuta correre al capezzale di una zia moribonda. Carlo Alberto trascorre una notte in pensione, ma poi fa una nuova improvvisata andando a casa di Ornella. Qui gradualmente si accorge che qualcosa non quadra; nel frattempo però i due uomini fanno amicizia. Perso l'aereo, Carlo Alberto  rimane a dormire da Ercole. Quando quest'ultimo gli dà la buonanotte, Carlo Alberto gli risponde: "Buonanotte Ornella!".

### Il guardone

Manfredi in una scena

Un uomo molto miope, seminudo e solo nel suo appartamento, viene improvvisamente attratto da un movimento nella casa di fronte: è una donna che si sta spogliando.
Corre allora a prendere gli occhiali e torna alla finestra. Mentre spia, nota qualcosa di strano: più si sporge, più la figura gli sfugge, mostrandogli a tratti soltanto il fondoschiena. Perplesso, si gratta un fianco e si accorge che la figura sta facendo la stessa cosa. Compie allora altri movimenti e scopre che la "donna" spiata non è altro che il suo riflesso in un gioco di specchi.

### L'ultima vergine

Vendell e Manfredi in una scena

In una Spoleto nel panico per la presenza di un maniaco omicida, una giovane donna si barrica la sera in casa.
La mattina dopo si presenta uno strano tipo semi balbuziente che corrisponde all'identikit del maniaco diffuso a mezzo stampa e che si qualifica quale tecnico della compagnia telefonica. Terrorizzata e temendo per la propria vita, la ragazza tenta di assecondarlo, arrivando a concerdersi completamente, come fatto dall'ultima vittima riuscita a scampargli facendo in quel modo. Qualche ora dopo, ascoltando un notiziario radiofonico, si apprende dell'arresto del vero maniaco, ma la ragazza si è infatuata ormai dell'uomo.

### Motrice mia!

Manfredi in una scena

Maurizio ha un'assidua frequentazione extraconiugale, che compensa un'insoddisfazione del rapporto matrimoniale, tresca di cui la sua bellissima moglie è al corrente. Via via si svela una sua forma bizzarra di feticismo, ovvero un irresistibile eccitamento sdraiandosi sulle rotaie e lasciandosi sfilare sopra da un lungo convoglio.
Tornato a casa trova una moglie comprensiva e amorevole e le promette che farà di tutto per guarire.

### Vedo nudo

Manfredi in una scena

Nanni è un pubblicitario con il pallino delle immagini di nudo. Una sera, dopo un fallito incontro galante, assiste a un impossibile nudo di un'annunciatrice TV, episodio eclatante che non viene riportato dalla stampa.
Nonostante gli avvertimenti di un suo amico specialista, l'uomo inizia ad avere allucinazioni sempre più frequenti ed ossessive di donne che girano nude, anche in una strada affollata, fino ad avere un collasso. Ricoverato in una clinica svizzera, risponde pienamente alla terapia.
Ripreso il lavoro, egli segue una linea più sobria ma affacciandosi alla finestra vede un uomo uscire dalla ditta completamente nudo.

## Produzione
Il film fu girato prevalentemente a Roma; gli esterni dell'episodio La diva furono invece girati ad Albano Laziale, quelli di Udienza a porte chiuse a Castel San Pietro Romano, quelli de L'ultima vergine a Spoleto e quelli dell'episodio Vedo nudo a Pomezia e Roma.

## Distribuzione
Il film fu distribuito a partire dal 17 aprile 1969. Fu distribuito in Francia nel 1972 col titolo Une poule, un train... et quelques monstres (trad. lett. Una gallina, un treno... e qualche mostro) e nelle nazioni anglofone intitolato I See Naked.
Gli episodi Udienza a porte chiuse, Ornella e Motrice mia! furono presentati, nei documenti ufficiali, rispettivamente come Processo a porte chiuse, La doppia vita e Il maniaco ferroviario.

## Accoglienza

### Critica
(Leo Pestelli, La Stampa, 20 aprile 1969)

## Riconoscimenti
- 1969 - David di Donatello
  - Miglior attore protagonista (Nino Manfredi)